# Xenocara

Xenocara est un serveur d'affichage

Xenocara est le nom choisi par OpenBSD pour sa version de X. Il est actuellement basé sur X.Org 7.7 et ses dépendances.
- (en) Site officiel